# Mackenziovo pohoří
Mackenziovo pohoří (anglicky Mackenzie Mountains) je pohoří v severozápadní části Kanady, na východě teritoria Yukon a ve středo-západní části Northwest Territories. Nejvyšší horou pohoří je Keele Peak (2 972 m).
Druhá nejvyšší hora pohoří Mount Nirvana (2 773 m) je nejvyšší horou Northwest Territories. Mackenziovo pohoří má délku okolo 800 km. Pohoří vytváří rozvodí mezi pánvemi s řekami Yukon na západě a Mackenzie na východě. Pohoří je pojmenované podle Alexandera Mackenzieho, druhého kanadského předsedy vlády.

## Geografie
Mackenziovo pohoří leží mezi řekami Peel na severozápadě a Liard na jihovýchodě. Západní svahy pohoří jsou krátké a příkré a vstupují do hřbetů a údolí Yukonské pánve. Východní svahy jsou naopak dlouhé a mírné rozčleněné trogovými údolími přítoků řeky Mackenzie. V Mackenziově pohoří se nachází Národní park Nahanni. Do oblasti vedou pouze dvě silnice, obě z teritoria Yukon.

## Geologie
Pohoří tvoří prvohorní a částečně druhohorní sedimenty.